# Колесники (Сумская область)
Колесники (укр. Колісники) — село, Колядинецкий сельский совет, Липоводолинский район, Сумская область, Украина.
Код КОАТУУ — 5923282605. Население по переписи 2001 года составляло 36 человек.

## Географическое положение
Село Колесники находится на расстоянии в 1 км от села Колядинец.
По селу протекает пересыхающий ручей с запрудой.
До 1945 года село (тогда хутор Колесников) находилось в территориальном подчинении Синивского района Полтавской области. В 1945 году в связи с реорганизацией переведено в территориальное подчинение Липоводолинского района Сумской области.

## Происхождение названия
Исторически название было хутор Колесников (от фамилии семьи, проживавшей на хуторе). Со временем название было изменено на хутор Колесники, и через некоторое время - село Колесники.